# Gherăești, Neamț
Gherăești (în maghiară Bírófalva sau Gyerejest) este satul de reședință al comunei cu același nume din județul Neamț, Moldova, România.

## Etimologie
O primă formă a denumirii sub care se atestă probabil comunitatea este „Birăvicești” și este regăsită într-un hrisov dat de voievodul Ștefan cel Mare în anul 1499, alături de menționarea „unde a fost Birai pe aplele Moldovei”.
Următoarea atestare, recunoscută în mod oficial, a fost făcută de către domnitorul Ștefan Rareș, fiul lui Petru Rareș, în 1552 și prezintă localitatea sub o formă puțin schimbată față de cea găsită în actul dat de Ștefan cel Mare și anume „Birăești”. Pornind de la însemnarea din hrisovul lui Ștefan cel Mare și de la această a doua atestare, Mihai Costăchescu a afirmat că denumirea satului își are originea de la numele „Biro”, unul dintre primii conducători ai comunității.
Istoricul László Mikecs⁠(hu)[traduceți] a afirmat că o parte din boierii moldoveni de la acea vreme aveau nume maghiare. Astfel că multe sate, în special din teritoriile județelor Roman și Bacău, au fost fondate de maghiari. Exemple sunt: Miclăușeni, Iași fondat de vornicul Miclouș în vremea lui Alexandru cel Bun, sau chiar mai devreme, Tamași, Bacău și Birăiești, provenit de la maghiarul Biró, devenit Ghirăiești, după fonetismul moldovenesc.
Costăchescu își mai bazează afirmația și pe un alt document care consemnează că printre stăpânii din prima jumătate a secolului al-XV-lea, ai unui sat cu numele Birăești din Moldova, situat pe râul Bistrița, lângă orașul Bacău s-a găsit și Coste Birovici, fiul lui Biro. La fel ca satul de lângă Bacău, satul Gherăești păstrează forma Birăești, până la mijlocul secolului al-XVIII-lea, așa cum atestă izvoarele istorice descoperite până la acel moment, dar și din însemnările unor misionari italieni care menționează comunitatea Birăești la 1745 și Birest la 1765.
Aproximativ în aceeași vreme apare și o nouă formă cu evoluția labialei b la g: Ghirăești, înregistrată atât de către trecătorii care tranzitează zona (sunt consemnate formele: Girăești la 1745 în „Alcuni missionari”, pagina 188, Girestro la 1762, idem, pagina 209, Gireești la 1772 în recenzia rusă „Tezaurul toponimic al României”, Moldova, vol.I, parteaI, pagina 463), cât și de către români în documentele oficiale din anii: 1774, 1816, 1830, 1834, 1835, 1841, 1845, 1846, 1848, 1849, 1856, 1857, 1858 și 1864 (catagrafii întocmite de către Episcopia Romanului și păstrate la Arhivele Naționale Iași, Fond Visteria Moldovei).
Spre sfârșitul secolului al XVII-lea este întâlnit în numele localității o asimilare vocalică, astfel, de la „Ghirăești”, apare varianta „Ghiriești”, preluată și de către străini, și înregistrată în documentele din acea perioadă: Ghiriest la 1775 în „Altre notizie”, pagina 506, Giraiesty la 1790, Griesti la 1800, Ghiriesti la 1814, Parochia Giriesti la 1869.
Forma Gherăiești apare, mai apoi, prin atracție paronimică (asociere cu cuvântul ghera) în secolul al XIX-lea și este impusă prin actele oficiale de după anul 1864.
Forma Gherăești este oficială, dar nu și cea corectă. Încă din 1932 Academia Română a stabilit ca litera e să fie scrisă ie când este în interiorul cuvintelor, la începutul unei silabe, dacă înaintea sa se află vocală. Regula nu era o simplă convenție, ci mai degrabă o reflectare a modului de pronunției românesc. Legile administrative au aplicat-o însă inconsecvent, textele administrative fiind singurele care nu converg la aplicarea regulilor de scriere corectă, literară, la nomenclatura geografică, numele localității rămânând Gherăești și nu Gherăiești.
Nicolae A. Constantinescu a susținut în lucrarea sa, Dicționarul onomastic românesc că numele satului „Gherăești” s-ar fi format de la numele unui așa numit Ghira, o prescurtare de la Gherasim. Explicația nu ține însă cont de atestările istorice sau de variantele populare observabile până în vremea actuală.

## Istorie
Textul primului document păstrat, care se referă în mod direct la moșia Gherăești:
| “ | 1. 1552 (7060) aprilie 25, Iași Din mila lui Dumnezeu, noi Ștefan voievod, domn al Țării Moldovei. Facem cunoscut cu această carte a noastră tuturor celor ce o vor vedea sau o vor auzi citindu-se, că a venit înaintea noastră și înaintea tuturor boierilor noștri moldoveni rugătorul și părintele nostru chir Macarie episcop de la Episcopia din târgul Roman, de bună voia lui și a schimbat cu domnia mea un sat ce este în ținutul Lăpușnei, anume Azăpenii pe Vișnevăți și cu moară pe Vișnevăți. Iară domnia mea iarăși ne-am sculat și i-am dat lui și sfântului loc, unde este hramul Preacuvioasei Paraschiva și unde este Episcopia în târgul Roman, în schimb un alt sat, anume Birăeștii, ce este pe Moldova, în ținutul Sucevei, care acest sat l-a schimbat și părintele domniei mele Petru voievod, cu părintele și rugătorul nostru episcopul Macarie. Și acest sat Birăeștii ce este pe Moldova, în ținutul Sucevei, a fost al lui Ion Păstrăv fost ureadnic în Huși și al celorlalți frați ai lui, copiii lui Păstrăv cel bătrân; și l-au pierdut în hiclenie, când au ridicat un lotru asupra capului vărului domniei mele Ștefan voievod cel Tânăr. Însă părintele domniei mele, Petru voievod, a plătit acest sat la tot neamul și verilor Păstrăveștilor; și a dat 600 de zloți tătărești din vistierie, toți bani gata. Tot acest sat mai sus scris, anume Birăeștii pe Moldova, în ținutul Sucevei, să fie rugătorului și părintelui nostru chir Macarie episcop și sfintei noastre rugi, unde este hramul Preacuvioasei Maicii noastre Praschiva și unde este Episcopia în târgul Roman, ca să fie de la domnia mea uric cu tot venitul, neclintit niciodată, în vecii vecilor. Iar hotarul acestui mai înaite spus sat Birăești să fie din toate părțile după hotarul străvechi, pe unde din veac au folosit. Și la acesta este credința domniei noastre mai sus scrise, noi Ștefan voievod și credința preaiubitului frate al domniei mele Constantin și credința preaiubitului fiu al domniei mele Petru și credința boierilor noștri: credința panului Gavril vornic, credința panului Petre Cârcovici, credința panului Ghianghea, credința panului Danciul Huru, credința panului Veveriță și a panului Ion Hâra pârcălabi de Hotin, credința panului Bodeiu și a panului Nicoară pârcălabi de Iași, credința panului Ion și a panului Nechifor pârcălabi de Neamț, credința panului Iațco și a panului Ion pârcălabi de Cetatea-Nouă, credința panului Ion Sturzevici portar de Suceava, credința panului Petre spătar, credința panului Ion vistier, credința panului Toader postelnic, credința panului Pogan ceașnic, credința panului Dumitru stolnic, credința panului Joldea comis și credința tuturor boierilor noștri moldoveni, mari și mici. Iar după viața noastră, cine va fi domn al țării noastre, dintre frații noștri, sau dintre copiii noștri sau din neamul nostru sau iarăși pe cine îl va alege Dumnezeu să fie domn al țării noastre, Moldova, acesta să nu clintească și să nu sfărâme întocmirea și schimbul nostru, ci să întărească și să împuternicească și să întocmească sfântul loc. Iară, când ar cuteza 1, să strice și să distrugă întocmirea noastră, acela să fie blestemat de Domnul Dumnezeu nostru, făcătorul cerului și al pământului, și de Preacurata lui Maică și de 12 2, Petru și Pavel și ceilalți și de 4 Sfinți Evangheliști și de 318 Sfinți Părinți de la Niceia și de toți sfinții, care din veac au plăcut lui Dumnezeu; 2 fie asemenea cu Iuda și cu Arie cel de trei ori blestemat și cu Nistor și cu Evnomie și cu acei iudei, care au strigat asupra domnului Hristos; sângele 2 și să întocmească acest sfânt loc. Iar pentru mai mare tărie și întărire a tuturor celor 2 nostru pan Lucociu logofăt să scrie și să atârne pecetea noastră la această carte a noastră. 2 Dumitru Văscan, în Iași, în anul 7060 <1552>, luna aprilie 25. | ” |

## Construcții memoriale
Satul are câteva monumente memoriale neclasificate ca monumente istorice la niciun nivel:
1. Monumentul eroilor căzuți în Razboiul de Independență. În a doua jumatăte a secolului al XIX-lea s-a consemnat participarea localnicilor din Gherăești la Războiul de Independență din 1877-1878. Sunt trecuți eroii: Iștoc Anton, Lucaci Gherghe și Mihai Hugeanu.
2. În Primul Război Mondial locuitorii au fost înrolați în Regimentul 14 Dorbanți, devenit ulterior Regimentul 14 Infanterie. Monumentul din sat a fost ridicat în anul 1919, prin ințiativa preotului Mărtinaș Ion și a învățătorului Iorgu Ștefanovici.
3. Monumentul eroilor căzuți în cel de-al Doilea Război Mondial are inscripția: „...ostașilor noștri bravi le urez sănătate și putere ca să statornicească pentru vecie dreptele granițe ale neamului.” (Mihai I). În urma războiului au existat morți, invalizi de război, văduve și orfani. În anul 2000 s-a construit un al doilea monument cu nume. Dimensiuni:
  - înălțime - 9 m;
  - statuia - 2 m;
  - alee - lățime 6 m și lungime 25 m

## Personalități
- Iulian Iancu (n. 1960), om politic
- Petru Gherghel (n. 1940), episcop emerit romano-catolic de Iași